# Andreas Bruhn Christensen
 Ikke at forveksle med Andreas Christensen.
Andreas Bruhn Christensen (født 17. februar 1994) er en dansk fodboldspiller, der spiller for Jammerbugt FC.
Han har flere gange spillet på danske ungdomslandshold.

## Klubkarriere
Bruhn Christensen spillede i barndomsklubben Støvring IF, inden han som 14-årig skiftede til AaB. 
I efterårsferien 2008 var Ahlmann sammen med holdkammeraterne fra AaB Lucas Andersen og Viktor Ahlmann prøvetræning hos Premier League-klubben Liverpool. Han blev i sommeren 2013 rykket op i AaB's førsteholdstrup sammen med Christian Rye, Jakob Blåbjerg og Lukas Spalvis. Han fik sin debut for AaB i Superligaen den 17. august 2013, da han blev skiftet ind i kampen mod FC Nordsjælland.
Den 27. juni 2016 blev han hentet til Viborg FF på en fri transfer og fik en toårig kontrakt. Han fik sin debut i Superligaen for Viborg FF den 15. juli, da han startede inde og spillede de første 59 minutter i 0-4-nederlaget hjemme til FC Nordsjælland.
Den 1. februar 2017 blev det offentliggjort at Bruhn ikke var blevet registeret på klubbens spillerliste efter det overståede transfervindue, og derfor ikke ville kunne spille kampe i foråret. Kort efter ophævede Viborg FF kontrakten med ham, efter kun en halv sæson i klubben.
Den 16. februar 2017 hentede Randers FC ham til klubben. Kontrakten varede sæsonen ud. Han fik sin debut for Randers FC den 24. februar 2017, da han blev skiftet ind efter 70 minutter i stedet for Joel Allansson i et 0-2-nederlag hjemme til FC Midtjylland. I løbet af sin første halvsæson i Randers FC (2016-17-sæsonen) spillede han 11 kampe. Han blev i optakten til 2017-18-sæsonen i sommeren ramt af et slag på akillessene, der resulterede i, at han var ukampdygtig i sæsonens første fem kampe. Efter at cheftræner Olafur Kristjansson blev erstattet af Ricardo Moniz, opnåede Bruhn ikke meget spilletid, og han spillede således i efteråret 2017 kun fire kampe (alle som indskifter).
Han forlod Randers FC den 31. januar 2019 på transfervinduets sidste dag, da han ikke havde udsigt til spilletid i foråret 2019.
I april 2019 skiftede han til den norske klub Arendal, der på tidspunktet for skiftet spillede i den 3. bedste række. Han fik siden en hofteskade og var i den forbindelse skadet i ni måneder.
I september 2020 skiftede han til den danske divisionsklub Jammerbugt FC.